# 沃爾默城堡
沃爾默城堡（Walmer Castle）是英格蘭東南部肯特郡的一個城堡，修建於1539年至1540年期間。18世紀，城堡成為五港總督的官邸，並逐漸從軍事要塞改建為私人住宅。多位英國首相和著名政治家都曾被任命為五港總督，包括小威廉·皮特、威靈頓公爵和格蘭維爾伯爵，他們將都鐸王朝的部分建築改造成居住空間，並在莊園周邊修建了寬闊的花園。現在沃爾默城堡是一個旅遊景點，並被列入英格蘭遺產。城堡的花園被稱為女王之母花園，在1997年贈送給伊麗莎白女王的母親伊莉莎白王太后，作為她95歲的生日禮物。